# Портсмут (линейный корабль, 1714)
«Портсмут» — парусный линейный корабль Балтийского флота России.

## Описание корабля
Парусный линейный корабль 4 ранга. Вооружение судна составляли 54 орудия, а экипаж состоял из 330 человек.

## История службы
Корабль «Портсмут» был заложен по заказу О. Соловьева в июле 1714 года в Амстердаме и после спуска на воду в ноябре того же года вошёл в состав Балтийского флота России.
19 (30) июня 1715 года в составе отряда покинул Амстердам и ушёл в Англию, а 31 мая (11 июня) 1716 года прибыл из Англии в Копенгаген. Принимал участие в Северной войне. 19 (30) июля 1716 года вошёл в состав российского флота, прибывшего в Копенгаген. С 5 (16) по 14 (25) августа, находясь в составе четырех объединенных флотов России, Дании, Голландии и Англии, выходил на поиски шведского флота к острову Борнхольм в Балтийском море, а 22 октября (2 ноября) прибыл с эскадрой в Ревель.
С 4 (15) июня по 16 (27) июля 1717 года входил в состав эскадры генерал-адмирала графа Ф. М. Апраксина, которая находилась в крейсерстве у берегов Швеции и принимала участие в высадке десанта на остров Готланд. 31 июля (11 августа) 1717 года присоединился к отряду капитан-командора Я. Фангофта и в его составе ушёл в крейсерство в Балтийское море, во время которого у Аландских островов была захвачена шведская шнява «Полукс», а 20 (31) августа с другими судами отряда вернулся в Ревель, приведя с собой трофейное судно. В 1718 году выходил в крейсерство в Финский залив в составе эскадры. 15 (26) мая 1719 года во главе отряда капитана 2-го ранга Н. А. Синявина ушёл из Ревеля на поиск судов противника. 24 мая (4 июня) принимал участие в Эзельском сражении и огнём орудий вынудил спустить флаги и сдаться 2 шведских судна: 34-пушечный фрегат «Карлскронвапен» и бригантину «Бернгардус». В июле 1719 года прикрывал переход гребного флота из Кронштадта к шведским берегам.
26.9 в составе отряда вышел из Ревеля и взял курс на Кронштадт. 1 (12) октября 1719 года попал в шторм и разбился на Лондонской мели у Котлина.

## Командиры корабля
Командирами корабля «Портсмут» в разное время служили:
- К. Экгоф (1716—1718 годы).
- Н. А. Синявин (мая 1719 года).
- Л. Фангофт (с июня по октябрь 1719 года).